# Jan Vesters

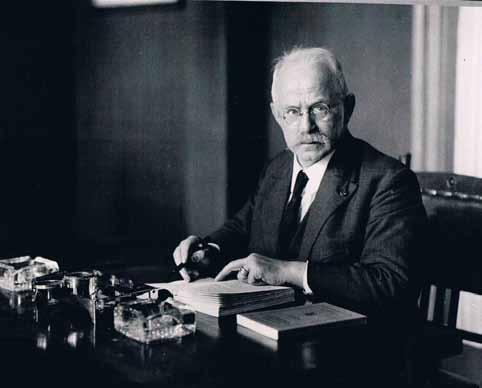
Jan Vesters

Joannes „Jan“ Baptista Vesters (* 30. Juli 1869 in Geertruidenberg; † 25. September 1952 in Utrecht) war ein niederländischer Journalist und Autor. Er war von 1920 bis 1941 der erste Chefredakteur der Tageszeitung de Volkskrant.

## Leben
Jan Vesters war das älteste von sieben Kindern des Journalisten Joannes Antonius Vesters. Dieser erfror 36-jährig auf dem Heimweg von einer Reportagereise zu einem Deichbruch bei einem Schneesturm, Vesters war zu dieser Zeit 12 Jahre alt. Nach einer einjährigen Betätigung als Hilfslehrer in Cromvoirt wurde er 1889 wie schon sein Vater Journalist bei De Katholieke Illustratie und der ebenfalls katholischen Wochenzeitung Het Huisgezin, die beide von ein und derselben Redaktion erstellt wurden. 1898 wurde er schließlich Chefredakteur, von 1905 an erschien Het Huisgezin als Tageszeitung. In De Katholieke Illustratie veröffentlichte er innerhalb der Jahre 1912–17 drei historische Romane mit sozialem Einschlag. Im Januar 1920 übernahm Vesters zusätzlich auch die Chefredaktion von de Volkskrant, die im Oktober des Vorjahres von einigen katholischen Gewerkschaftsgruppen als Organ der katholischen Arbeiterbewegung gegründet worden war. Mit seinem Antritt wurde diese zunächst auf eine zweitägliche (Mo, Mi, Fr) Erscheinungsweise umgestellt und schließlich im Oktober 1921 gänzlich in eine Tageszeitung umgewandelt. Vesters behielt diese Doppelfunktion bis 1934, von da an konzentrierte er sich auf de Volkskrant.
Im Juli 1941, er war bereits 72 Jahre alt, wurde Vesters während der deutschen Besatzung im Zweiten Weltkrieg von seiner Funktion entbunden, da die Besatzer einen Chefredakteur aus den Reihen der niederländischen Nationalsozialisten NSB inthronisieren wollten. Die restliche Redaktion kündigte daraufhin von sich aus, die Zeitung wurde schließlich im Oktober desselben Jahres eingestellt. Bei der noch zu Kriegszeiten maßgeblich von dem Unternehmer und Verleger J.H.E. Asberg, dem vormaligen Minister für Soziales Carl Romme und dem Gewerkschaftsführer Adrianus Cornelis de Bruijn eingeleiteten Neugründung von de Volkskrant wurde eine Wiedereinsetzung von Vesters nicht in Betracht gezogen, stattdessen entschied man sich für den relativ jungen Joop Lücker.
Die Volkskrant der Nachkriegsjahre hatte schon nach einem Jahr ein Vielfaches der alten Auflage erreicht. Die in den 1960er Jahren erfolgte Loslösung des Blattes vom Katholizismus und die anschließende Hinwendung zur politischen Linken, mit gleichzeitigem Aufstieg zur zweitgrößten Qualitätszeitung der Niederlande, hat Vesters nicht mehr erlebt.
Trotz der erheblich höheren Auflagen seit der Wiedergründung von de Volkskrant war der Einfluss von Vesters nicht unerheblich. Neben seiner langjährigen Funktion als Chefredakteur war er auch 28 Jahre lang Vorsitzender des römisch-katholischen Journalistenverbandes. Dem Direktor der (heute nicht mehr existenten, früher jedoch bedeutenden) Tageszeitung De Maasbode, Henri Kuijpers, wird der Ausspruch zugeschrieben, dass Vesters der meistzitierte Journalist der Niederlande gewesen sei.

## Die Vesters, Journalisten über Generationen hinweg
Beide Söhne von Vesters verfolgten ebenfalls journalistische Laufbahnen, die allerdings mit weniger Macht und Prominenz verbunden waren. Der eine, Jan Vesters Jr (1908–1980), war schon 1927 seinem Vater zu de Volkskrant nachgefolgt und später Teil der neu formierten Nachkriegsredaktion. In dieser prägte das Auslandsressort mit und war für einige Zeit Chef der Nachtredaktion. Mit dem in den 60er Jahren eingeleiteten redaktionellen Kurswechsel kam er indes nicht zurecht, zudem galt sein Wort nicht mehr so viel wie zu Vorkriegszeiten, als er noch als die Nr. 2 der Redaktion angesehen wurde. 1968 ging er nach 37-jähriger Redaktionszugehörigkeit, die er zum Schluss durch eine längere Krankheit nicht mehr aktiv ausüben konnte, vorzeitig in Pension. Der andere, Harry Vesters, verantwortete den Sporteil bei der Amsterdamer Tageszeitung De Nieuwe Dag.
Vesters Bruder Henri war 40 Jahre lang Journalist bei Het Huisgezin.

## Werke
- De koning van het goud, 1912
- De idioot, 1913
- Gorm de Noorman, 1917